# Hydropus
Hydropus — рід грибів родини маразмієві (Marasmiaceae). Назва вперше опублікована 1948 року.
Більшість видів зростають в тропічних та субтропічних регіонах, де вони ростуть як сапротрофи на гнилій дереві, лісовій підстилці та моху.